# RIPRNet
RIPRNet, acrónimo en inglés de Radio over Internet Protocol Routed Network (en español «Radio sobre Red Enrutada con el Protocolo de Internet») es una red militar estadounidense que permite a diseñadores de sistemas y a los responsables de implementación a conectar radios en sitios remotos con consolas locales de envío intercambiando datos de voz de radio a través de una red enrutada con IP. En 2007, RIPRNet se utilizó en la Guerra del Golfo para su uso por parte de los Estados Unidos y de sus aliados.
RIPRNet es un sistema táctico en donde los usuarios finales son camiones o fuerzas móviles. Parte de la red IP se enruta por medio de sistemas estratégicos para mejorar la conectividad.
En julio de 2007, 14 centrales y 37 consolas sobre tierra estaban en funcionamiento con unos costes de "menos de 19 millones de dólares para su implementación, y unos costes estimados de 300.000 dólares para su mantenimiento."